# Knochenwurst
Knochenwurst ist eine Wurstspezialität aus dem Oberen Sauerland. 
Mett, Fleisch und in Stücke gehackte Rippchen vom Schwein werden mit Senfkörnern und anderen Gewürzen in eine Hülle (Kunststoff, Magen oder Darm) gefüllt und geräuchert. Die Wurst wird etwa zwei Stunden in Wasser gekocht; hier geben die Knochenstücke den besonderen Geschmack. Serviert wird die Knochenwurst mit Sauerkraut und Kartoffeln. Die Knochenstücke in der Wurst werden nicht mitgegessen, sondern abgenagt und beiseitegelegt.
Die Knochenwurst ist vor allem in der Region Winterberg und Medebach bekannt. Zahlreiche Metzger bieten in der kalten Jahreszeit diese Spezialität an.